# 카륀 존스
카륀 하웰 존스(웨일스어: Carwyn Howell Jones, 1967년 3월 21일 ~ )는 웨일스의 행정수반이다. 그는 2009년부터 2018년까지 임기를 끝냈다.
| 전임 로드리 모건 | 영국의 웨일스 행정수반 2009년 12월 9일 ~ 2018년 12월 12일 | 후임 마크 드레이크퍼드 |